# Тюнер (музыка)

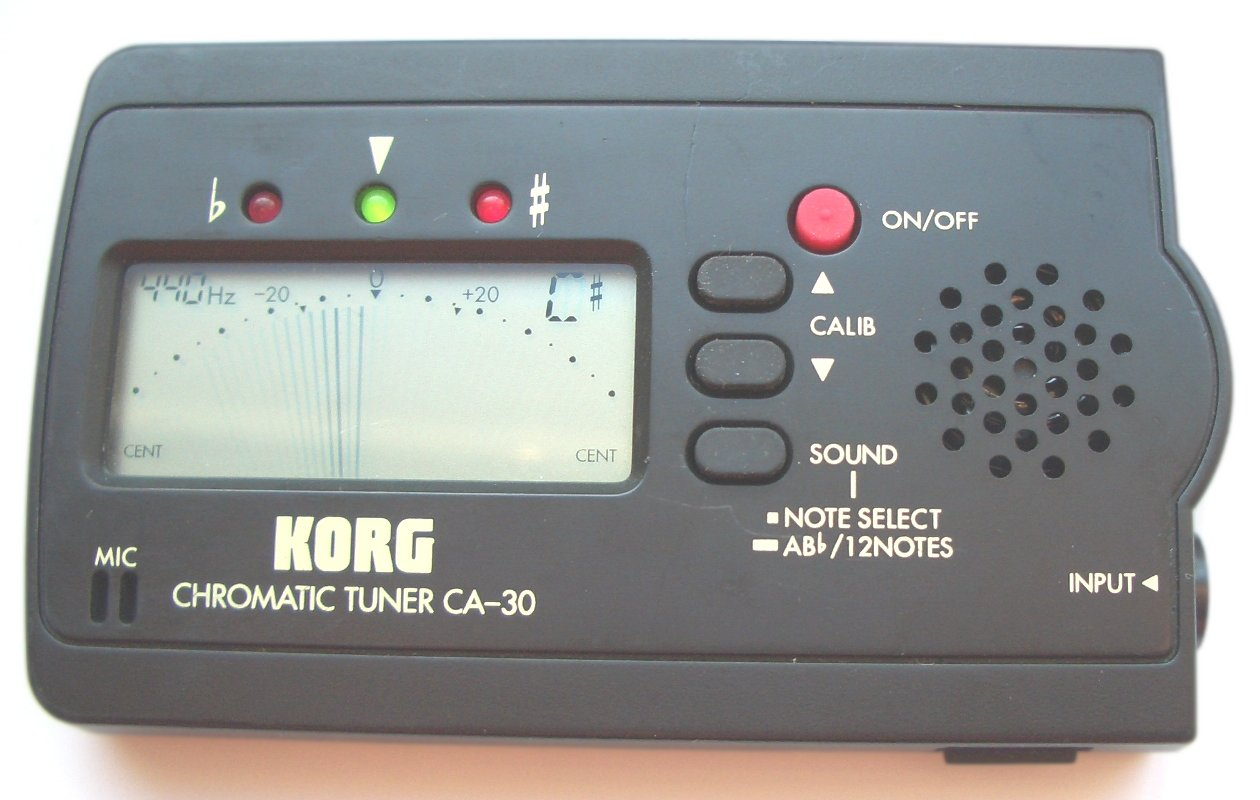

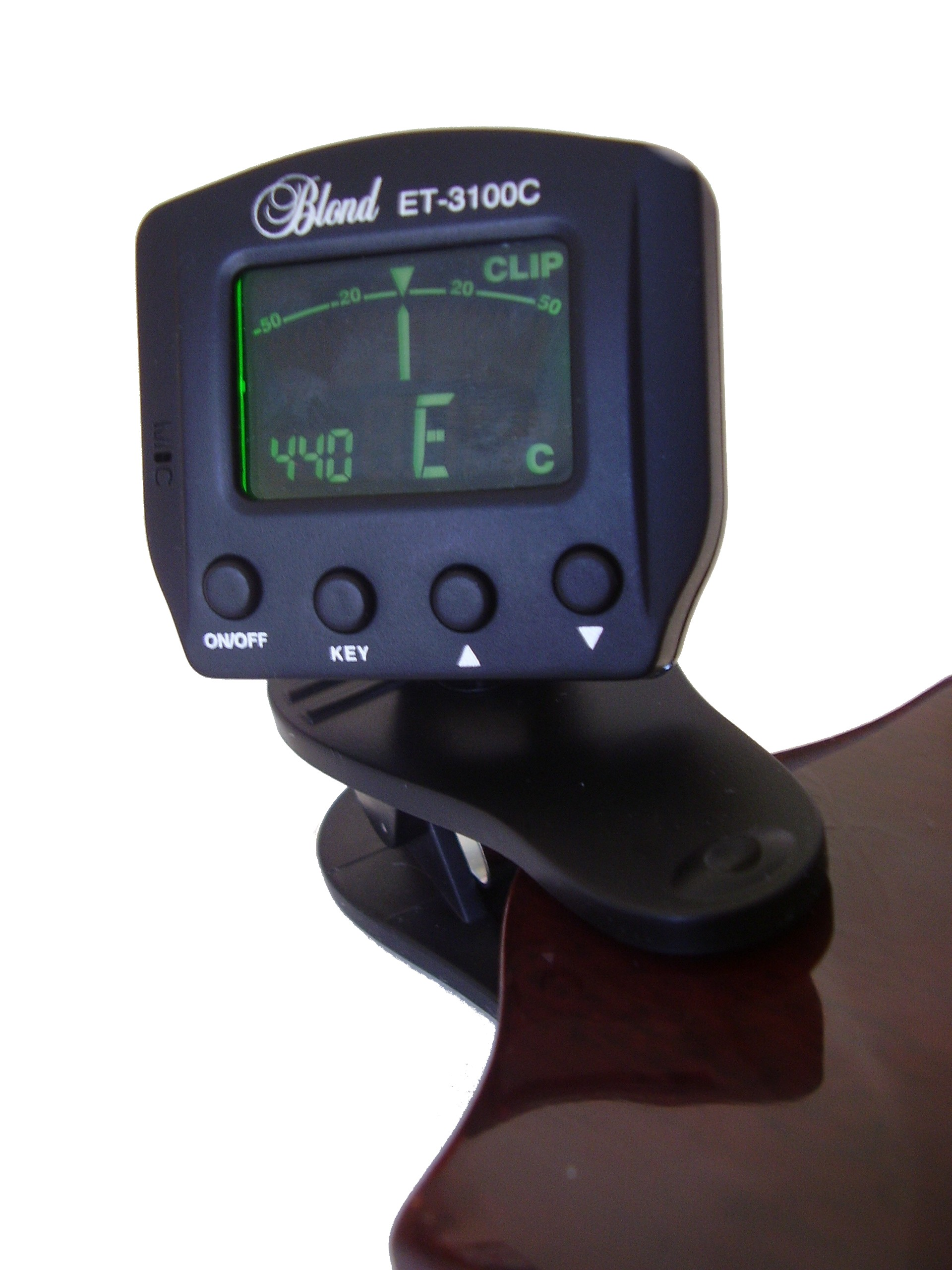
Тюнер с прищепкой

Тю́нер (англ. tuner — настройщик) в музыке — отдельное устройство или компьютерная программа, облегчающие настройку музыкальных инструментов. Это электронный камертон.
Для настройки обычно используют камертон. Он издаёт звук определённой высоты, а музыкант на слух подстраивает инструмент так, чтобы звук, издаваемый инструментом, звучал в унисон (то есть одинаково по высоте) с камертоном.
В отличие от камертона, использование которого требует наличия хорошего музыкального слуха, с помощью тюнера многие инструменты можно настроить даже при его отсутствии. Чаще всего используются гитарные тюнеры. В этом случае гитарист подключает гитару к тюнеру, затем извлекает звук из определённой струны. Датчики тюнера улавливают звук и сравнивают с эталоном. Гитарист, наблюдая за шкалой или экраном тюнера, видит, выше или ниже звук относительно эталона, и насколько велико это отклонение. Тюнер также может показывать высоту текущего звука и смещение в полутонах от эталонного. Фактически, тюнер превращает настройку гитары в механический процесс, состоящий в изменении натяжения струны вращением колка до тех пор, пока стрелка тюнера не покажет совпадения звучания инструмента с эталоном. Тюнер позволяет быстро и точно настроить инструмент даже при сильном шуме (если шум не улавливается датчиками тюнера).
Тюнеры могут быть как в виде отдельных устройств, так и в составе гитарных процессоров как одна из функций. Тюнеры могут быть выполнены в виде компьютерных программ, работающих по аналогичному принципу. В данном случае гитара подключается к звуковой плате компьютера, чаще всего через микрофонный вход. Некоторые программы, например Guitar Pro, имеют встроенные тюнеры как одну из функциональных возможностей.

## История
В начале XX века в качестве тюнеров использовались сирены, так как они могут издавать различные тоны с известными частотами.